# Charles Lavaivre
Charles Lavaivre, född 14 februari 1905 i Chamonix, död där 20 mars 1967, var en fransk ishockeyspelare. Han var med i det franska ishockeylandslaget som kom på delad femte plats i de olympiska vinterspelen 1924 i Chamonix.